# Herman Boerhaave
Herman Boerhaave (født 31. december 1668, død 23. september 1738) var en hollandsk læge. 
Boerhaave blev født tæt ved Leyden i landsbyen Voorhout, hvor hans fader var præst. Han begyndte at studere teologi, samtidig med at han måtte ernære sig ved undervisning, men kastede sig snart tillige over medicin. 
1690 blev han Dr. phil., 1693 Dr. med., og det var derefter hans hensigt at søge et præstekald og tillige dyrke medicinen praktisk; men efter en disput med en teolog udspredte denne om Boerhaave, at han var ateist.
Det blev ham derfor umuligt at blive præst, hvorfor han kastede sig helt over medicinen. 1701 blev han lektor i teoretisk medicin i Leyden, og han avancerede lidt efter lidt, til han 1720 blev første professor medicinae.
Boerhaaves betydning for medicinen har været overordentlig stor, ikke så meget ved store opdagelser som ved hans storartede lærervirksomhed. Der har næppe været nogen, der som Boerhaave har forenet alle en udmærket lærers egenskaber. 
Han forstod at bedåre og begejstre sine elever ved sin glimrende veltalenhed; indholdet af hans forelæsninger, der holdtes frit og ikke dikteredes, som det dengang var almindelig, udmærkede sig ved den korte, bestemte form, så at han udtalte sine meninger på en knap, men meget udtømmende klar måde. 
Dette kommer frem i hans kendteste værker: Institutiones medicae in usus annuae exercitationis domesticos digestae (1708, og derpå endnu i 15 udgaver og en franske oversættelse), men især i hans Aphorismi de cognoscendis et curandis morbis in usum doctrinae medicae (1709 foruden 10 senere udgaver, en engelsk og to franske oversættelser). 
Boerhaave skånede sig ikke. Han docerede næsten alle grene af den medicinske videnskab (metodologi, fysiologi, almindelig patologi, speciel patologi, kirurgi, oftalmologi, farmakologi, kemi og botanik) og alt lige udmærket. En særlig del af den medicinske videnskab skylder ham meget: den kliniske medicin. 
Tidligere var den medicinske undervisning næsten udelukkende teoretisk, kun enkelte lærere gav også klinisk undervisning; men fra 1714 blev Boerhaave som hospitalslæge i stand til at holde kliniske forelæsninger, og han benyttede sig af lejligheden. De studerende strømmede til sygestuerne for at følge hans undervisning.
Leydens Universitet blev besøgt som intet andet universitet i Europa, og den kommende tids største navne i den medicinske videnskab finder man mellem Boerhaaves elever, frem for alle haller, van Swieten, Sanchez og de Haen.
Som læge søgtes Boerhaave fra nær og fjern, fyrster søgte ham i hans hjem, og han måtte i det uendelige besvare skriftlige konsultationer. Overalt var han kendt, breve til "Boerhaave i Europa" fandt ham, og alle kappedes om at hylde mesteren. 
1712 fik han et heftigt anfald af gigtfeber – en sygdom, der til sidst gjorde ende på hans liv, – og da han endelig kom sig, betragtedes det som en fest i Leyden, byen blev illumineret, og da han første gang var ude, blev dagen højtideligholdt som en glædesfest. 
Under disse forhold er det ikke overraskende, at Boerhaave efterlod sig en uhyre formue. Det er næsten uforståeligt, hvorledes Boerhaave har kunnet overkomme alt, hvad han har præsteret, men han ofrede sig også fuldstændig for sin gerning. 
Hans eneste adspredelse var lutspil, hvori han var en mester, ellers levede han stille og meget tarvelig. Leyden satte ham et mindesmærke med indskriften: Salutifero Boerhaavii genio sacrum. Ikke uden grund er han kaldt sin tids Hippokrates. 
Som botaniker tilhørte Boerhaave den førlinnéiske tid og udgav Index alter plantarum, quae in horto academico Lugduno-Batavo aluntur (Leyden 1720, 2 bind med 40 tavler). 1710 udkastede han et plantesystem. 
Han kalder det en forening af de tidligere systemer af Ray (fra 1693) og Tournefort (fra 1700); men det har ikke vundet tilslutning blandt botanikerne. Linné opkaldte planteslægten Boerhaavia (af nyctaginaceernes familie) efter ham.